# EL/M-2084

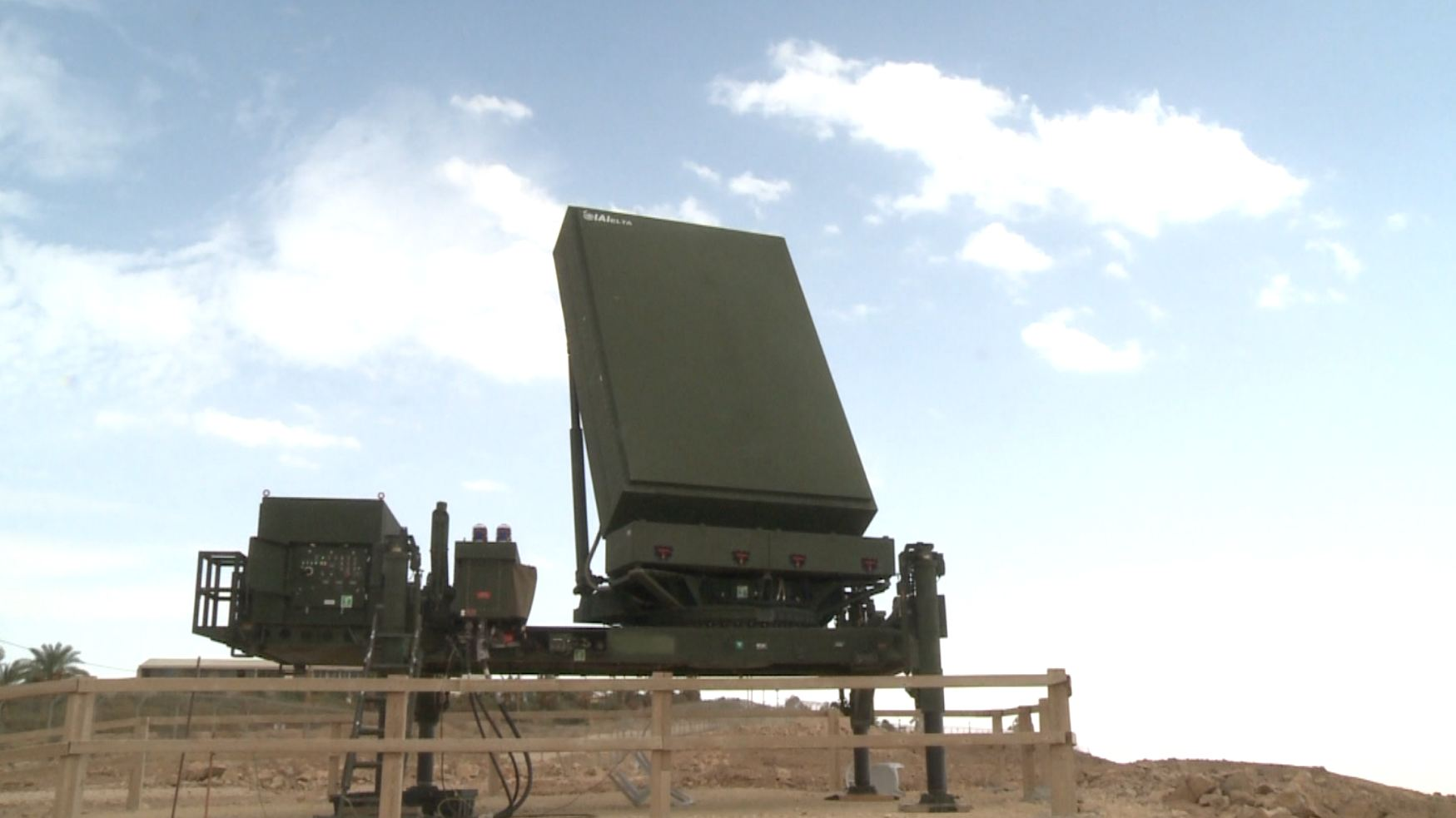
Антенна РЛС EL/M-2084

EL/M-2084 — многоцелевая РЛС с АФАР, используемый в системе «Спайдер». Работает в S-диапазоне. В режиме наблюдения обрабатывает до 1100 целей на расстоянии до 474 км (256 морских миль). Стационарный радар охватывает сектор 120° по азимуту.
Используется в системах ПВО «Спайдер»-Н, «Железный купол» и «Праща Давида». Модификация WLR (Weapon Locating Radar) были поставлены канадской армии. Приобретён также ВВС Республики Сингапур. В 2008—2012 годах Азербайджан приобрёл 4 комплекса радаров. Армия Чешской Республики заказала восемь РЛС с поставкой в период 2019—2021 годы.